# Альборз
35°48′ пн. ш. 50°58′ сх. д. / 35.800° пн. ш. 50.967° сх. д.
Альборз (перс. استان البرز) — один з 31 останів Ірану. Найменший остан Ірану.
Остан сформований шляхом поділу остану Тегеран на дві провінції після парламентського затвердження 23 червня 2010 року і був представлений як тридцять перший остан Ірану.
Розташований на північному заході від Тегерану, остан поділяється на 4 округи: Карадж, Саводжболах, Талегхан і Назарабад.
27 жовтня 2016 року між останом Альборз і Тернопільською областю України підписано меморандум про співпрацю.